# David Střihavka
David Střihavka (Praga, 4 marzo 1983) è un ex calciatore e allenatore di calcio ceco.

## Carriera

### Club
Debutta con il Norwich City l'11 agosto 2007 nel pareggio fuori casa per 0-0 contro il Preston.
Segna il suo primo ed unico gol con la maglia del Norwich il 15 settembre 2007 al 75' nella vittoria casalinga per 1-0 contro il Crystal Palace.
Fa la sua ultima partita con il Norwich City il 15 settembre 2007 nella vittoria per 1-0 contro il Crystal Palace, dove segna al 75'.
Debutta con lo Slavia Praga il 14 febbraio 2008 nella vittoria casalinga per 1-0 contro il Dynamo České Budějovice.
Segna l'unico gol, con lo Slavia Praga in Coppa UEFA il 14 febbraio 2008 nella sconfitta casalinga per 1-2 contro il Tottenham Hotspur.
Debutta, con gol, con lo Slavia anche in campionato nel pareggio fuori casa per 2-2 contro il Baník Ostrava.
Ritorna al Baník Ostrava giocando la prima partita il 2 agosto 2008 nella vittoria casalinga per 1-0 contro il Kladno, dove viene sostituito al 75' a Róbert Zeher.
Segna la sua prima doppietta con il Baník il 18 ottobre 2009 nella vittoria casalinga per 5-4 contro il Bohemians Praga.
Segna l'ultimo gol con il Baník Ostrava il 3 novembre 2008 nella vittoria casalinga per 2-0 contro lo Sparta Praga.
Fa la sua ultima presenza con il Baník il 4 maggio 2009 nella sconfitta fuori casa per 1-0 contro lo Sparta Praga, quando subentra al 61' a Tomáš Mičola.
Debutta, con gol, anche nel Viktoria Plzeň il 25 luglio 2009 nella vittoria fuori casa per 2-3 contro lo Slovácko.
Segna l'ultimo gol con il Viktoria il 26 settembre 2010 nella vittoria per 2-1 contro il Příbram sei minuti dopo essere subentrato a Jan Rezek al 76'.
Gioca la sua ultima partita con il Viktoria Plzeň il 23 novembre 2010 nel pareggio fuori casa per 3-3 in Pohár ČMFS contro l'Opava.
Debutta con il Willem II il 29 gennaio 2011 nella sconfitta fuori casa per 2-1 contro il PSV Eindhoven.
Gioca l'ultima partita con il Willem II il 17 aprile nella sconfitta fuori casa per 6-1 contro il Feyenoord.
Debutta con lo Žilina in Europa League il 14 luglio 2011 nella sconfitta fuori casa per 3-0 contro il Knattspyrnufélag Reykjavíkur.
Debutta con lo Žilina in campionato il 23 luglio 2011 nel pareggio per 0-0 fuori casa contro il Tatran Prešov.
Segna il suo primo gol con lo Žilina il 17 settembre 2011 nella vittoria fuori casa per 1-2 contro il Ružomberok.
Debutta il 3 marzo 2012 nella sconfitta casalinga per 0-1 contro il Košice. 
Segna il suo primo gol nel pareggio casalingo per 2-2 contro il Dukla Praga.
Debutta con il Příbram il 5 agosto 2012 nella sconfitta fuori casa per 2-1 contro lo Sparta Praga, dove subentra al 66' a Daniel Huňa. Segna il primo gol con il Příbram la partita successiva, il 12 agosto, nel pareggio in casa per 1-1 contro il Mladá Boleslav.

## Palmarès

### Club

#### Competizioni nazionali
- Campionato ceco: 3

Sparta Praga: 2004-2005
Slavia Praga: 2007-2008
Viktoria Plzeň: 2010-2011